# Samba-rap
La samba-rap est une fusion de la samba et du hip-hop. Le rappeur Sabotage est l'un des premiers à proposer cette fusion, tandis que Marcelo D2, Rappin' Hood et Emicida explorent le genre.
Il est intéressant de noter que ce qui est considéré comme le premier enregistrement de rap au Brésil pourrait également être le premier exemple de samba-rap. En 1964, le chanteur Jair Rodrigues sort la chanson de samba Deixa Isso Pra Lá, qui comporte des voix parlées rythmées que de nombreux historiens de la musique et critiques reconnaissent comme un précurseur du hip-hop brésilien.